# Diego Martin (Region)

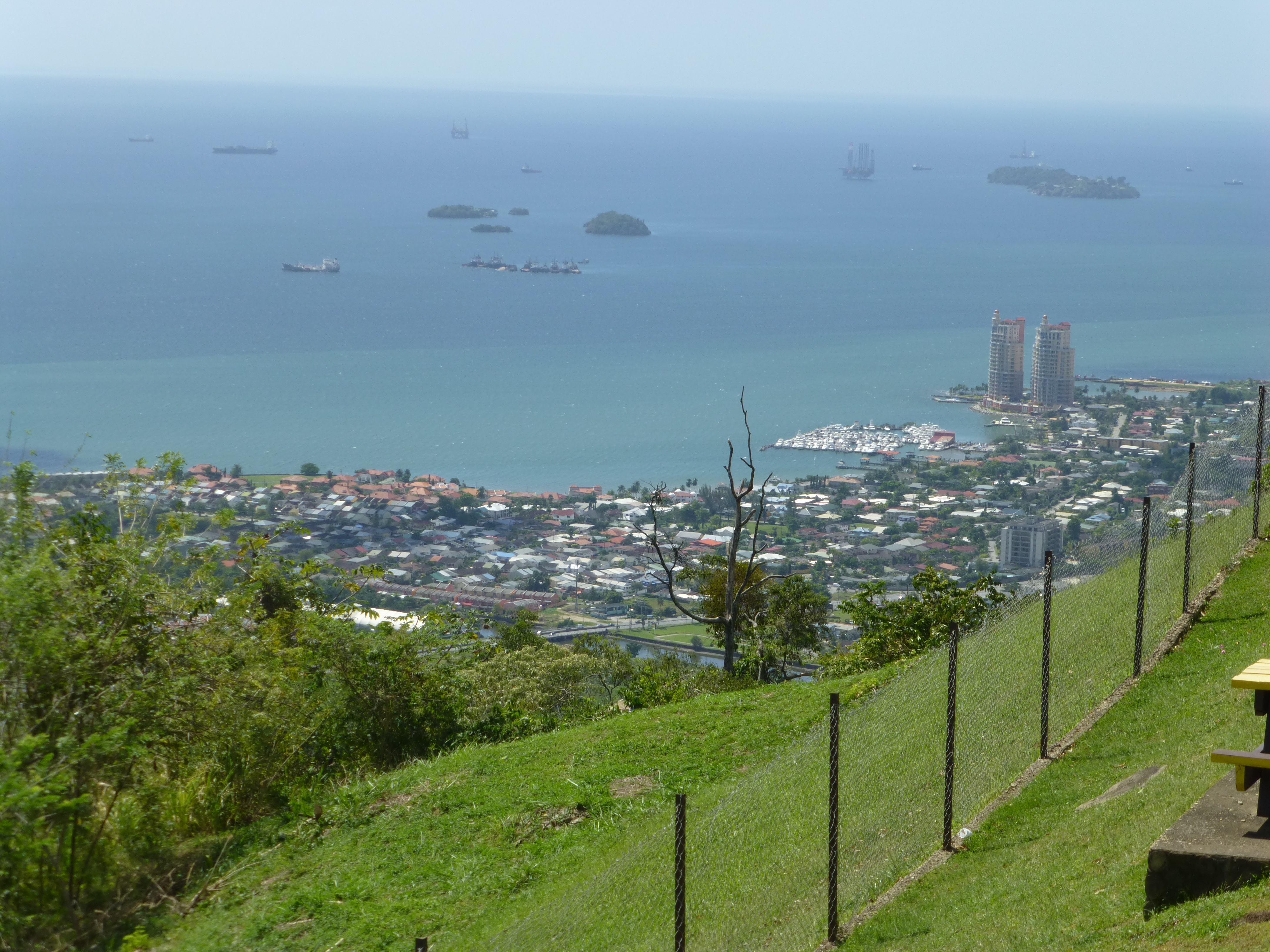
Westmoorings und Glencoe sowie die vorgelagerten Inselgruppen Five Islands und San Diego Islands

Diego Martin (Anhörenⓘ) ist eine Region und Verwaltungseinheit auf Trinidad in Trinidad und Tobago. Sie hat den administrativen Status eines Borough und wird von der Gebietskörperschaft Diego Martin Borough Corporation verwaltet.

## Geographie
Diego Martin liegt im Nordwesten von Trinidad. Im Osten grenzt es an San Juan-Laventille und im Südosten an Port of Spain. Nördlich wird es durch das Karibische Meer und südlich durch den Golf von Paria begrenzt. Die westlichen Ausläufer des Mittelgebirges Northern Range prägen die Landschaft der Region. Das Tal des Diego Martin River, das den östlichen Teil der Region in Nord-Süd-Richtung fast komplett durchschneidet, bildet den am dichtesten besiedelten Teil der Region mit der Hauptstadt Diego Martin im Norden und den am Golf von Paria gelegenen Ausläufern der Landeshauptstadt Port of Spain im Süden.
Diego Martin ist die touristisch bedeutendste Region Trinidads, da es sowohl den größten Yachthafen des Landes als auch die von Einheimischen gerne frequentierten, westlich vorgelagerten Inselgruppen Bocas Islands und Five Islands umfasst. Im Norden der Region liegen außerdem landschaftlich reizvolle Ausläufer der Northern Range. Bedeutende Städte und Orte in Diego Martin sind:
- Carenage
- Chacachacare
- Chaguaramas (Region)
- Cocorite
- Diego Martin
- Gaspar Grande
- Glencoe
- Macqueripe
- Maraval
- Paramin
- Petit Valley
- Westmoorings

## Geschichte
Die Region ist nach dem Diego Martin River benannt, der in der Northern Range entspringt und in den Golf von Paria entwässert. Der Fluss wiederum wurde nach einem der frühen spanischen Entdecker der Insel benannt. Als die spanische Krone 1783 durch ein Edikt (Cedula de población) nichtspanischen katholischen Siedlern kostenloses Land auf Trinidad versprach, wurde das Tal rasch durch französischstämmige Pflanzer besiedelt und war zum Zeitpunkt der Machtübernahme durch die Briten (1797) die dichtbesiedeltste Region der Insel. Französische Ortsnamen wie Carenage, La Finette, La Retraite, Petit Bourge oder Petit Valley erinnern an das französische Erbe.
Von 1940 bis 1963 wurde der westliche Teil der Region, Chaguaramas, im Rahmen des Zerstörer-für-Stützpunkte-Abkommen an die Vereinigten Staaten vermietet, die dort eine Marinebasis und ein Raketenfrühwarnsystem errichteten. Das in Chaguaramas gelegene Fischerdorf Carenage wurde damals zu einem Vergnügungsviertel für US-Soldaten ausgebaut, ist seit dem Abzug der US-Amerikaner aber wieder nur ein Fischerdorf. 1958 gründeten zehn britische Kolonien, unter anderem Trinidad und Tobago, die Westindische Föderation und beschlossen, im Gebiet von Chaguaramas die Hauptstadt des neu geschaffenen Staates zu errichten. Über das Planungsstadium kam die designierte Hauptstadt nie heraus, da sich die Westindische Föderation 1962 nach internen Querelen auflöste. 1973 wurde der Vertrag von Chaguaramas unterzeichnet, durch den die Karibische Gemeinschaft (CARICOM) gegründet wurde.
Bis 1990 war Trinidad in Counties unterteilt. Im Rahmen einer Verwaltungsreform (Municipal Corporations Act No. 21) wurden 1990 sämtliche Counties aufgelöst und neue Verwaltungseinheiten geschaffen. Aus Teilen des County Saint George wurde die Region Diego Martin. 2023 wurde die Region zu einem Borough ernannt.

## Wirtschaft
Ein nicht unwichtiger wirtschaftlicher Faktor in Diego Martin ist der Yachthafen in Chaguaramas Bay, der 3000 Booten Liegeplätze bietet und wegen seiner Lage südlich des Hurrikangürtels ein bei Seglern beliebter Platz zum Aussitzen der Hurrikansaison ist. Weiterhin gibt es in der Chaguaramas Bay einige kleinere Werften sowie Einrichtungen für den Seehandel. In touristischer Hinsicht relevant sind auch der Chaguaramas Golf Course, ein bei Seglern beliebter Golfplatz, sowie die „Bamboo Cathedral“, eine von Bambus-Halmbüscheln überwucherte Allee. Auf Cronstadt Island befindet sich eine Anlage zur Weiterverarbeitung von importiertem Baryt mit einer Kapazität von 35.000 Tonnen pro Jahr.